# Hiroyoshi Kuwabara
Hiroyoshi Kuwabara (jap. 桑原 裕義 Kuwabara Hiroyoshi; ur. 2 października 1971) – japoński piłkarz występujący na pozycji pomocnika.

## Kariera klubowa
Od 1994 do 2011 roku występował w klubach Sanfrecce Hiroszima, Albirex Niigata, Giravanz Kitakyushu i Fagiano Okayama.